# Burmaculex antiquus
Burmaculex antiquus (лат.) — ископаемый вид комаров, единственный в составе рода †Burmaculex и подсемейства †Burmaculicinae. Меловой период (около 99 млн лет). Бирманский янтарь. Один из древнейших представителей семейства комаров Culicidae.

## Описание
Мелкие комары (около 2 мм, длина переднего крыла 1,9 мм). Антенны с 13 члениками жгутика. Имеет умеренно удлиненный ротовой аппарат (около 0,3—0,4 длины усика). Ротовой аппарат умеренно удлиненный (длина лабиума/длина жгутика = 0,3). Лабрум тонкий, удлиненный, изогнутый в поперечном сечении, на вершине резко суженный. Мандибула не видна. Лацинии с тремя-четырьмя мелкими, едва различимыми, вершинными зубцами; со штрихами по длине. Щупики длиннее хоботка, с 5 сегментами (первый сегмент не виден, но должен быть очень коротким), третий сегмент удлиненный, с многочисленными шипами (общее количество не видно). До 2023 года вид был известен как единственный кулицид, лишённый чешуек на жилках крыла (чешуйки имеются только на косте и заднем крае крыла), и единственный кулицид, имеющий R1 с передним изгибом кпереди от R 2+3. До 2023 года, когда был описан вид †Libanoculex intermedius, таксон Burmaculex antiquus был древнейшим представителем комаров семейства кровососущих комаров (Culicidae).

## Систематика
Вид был впервые описан в 2004 году палеоэнтомологами Артом Боркентом (Канада) и Дэвидом Гримальди (США). Описание сделано по самкам из мелового бирманского янтаря. Ископаемое имеет несколько плезиоморфных особенностей, указывающих на то, что это сестринская группа всех других ископаемых и современных Culicidae: относительно короткий хоботок, щупики, выходящие за вершину хоботка, наличник с несколькими щетинками и щупики без чешуи. Строение усиков и ротового аппарата позволяет предположить, что самка этого ископаемого вида питалась кровью позвоночных. Родственной группой Culicidae являются Chaoboridae, известные как юрские окаменелости, и поэтому Culicidae должны быть столь же древними. Хотя ископаемые взрослые особи двух семейств могут не различаться на этой ранней стадии эволюции, неполовозрелые особи, вероятно, будут иметь отличительные черты. Вид выделен в отдельные монотипические род †Burmaculex и подсемейство †Burmaculicinae. Филогенетический анализ в 2023 году выявил следующее взаимоотношение близких групп ископаемых и современных комаров: Dixidae (Corethrellidae + Chaoboridae + [†Libanoculex intermedius (†Burmaculex antiquus + Crown-Culicidae)]).
|  | †Libanoculex intermedius (Ливанский янтарь)                                                                                     |
|  | |
|  | \| \| †Burmaculex antiquus Borkent & Grimaldi, 2004 (Бирманский янтарь)[2] \| \| \| \| \| \| краун-группа Culicidae \| \| \| \| |
|  | |
|  | †Burmaculex antiquus Borkent & Grimaldi, 2004 (Бирманский янтарь)                                                               |
|  | |
|  | краун-группа Culicidae |
|  | |

|  | †Burmaculex antiquus Borkent & Grimaldi, 2004 (Бирманский янтарь) |
|  |                                                                   |
|  | краун-группа Culicidae                                            |
|  |                                                                   |